# Дерновинные моли
Дерновинные моли (лат. Brachodidae) — семейство чешуекрылых.

## Описание
Бабочки небольшие и средних размеров. Размах крыльев 11—29 мм. Голова с плотно прилегающими на лбу и приподнятыми в теменной области, реже с длинными волосовидными чешуйками. Усики нитевидные или гребенчатые, равные половине длины переднего крыла. Глазки очень большие. Хоботок развит, без чешуек. Челюстные щупики небольшие, 1—3 члениковые. Нижнегубные щупики направлены вперед либо слабо изогнуты вверх, часто короткие, реже утолщенные Голени и членики лапок с шипиками. Передние крылья трапециевидные, непрозрачные; рисунок образован перевязями и пятнами, часто с металлическим блеском, у самок обычно однотонные, без рисунка.
Биология изучена слабо. Гусеницы подсемейства Brachodinae являются корневыми минерами, либо живут в трубчатых ходах среди корней злаковых, развитие длится около 2 лет. Окукливание происходит ранней весной, имаго появляется в первой половине лета. Гусеницы палеарктических видов подсемейства Phycodinae питаются листьями бобовых. Летают преимущественно самцы в дневное время, самки малоактивны.

## Ареал и виды
Семейство включает около 100 видов, распространенных преимущественно в тропиках. В Палеарктике 3 рода и около 40 видов. В России распространен род Brachodes, виды которого отмечены на юге Сибири на восток до Забайкалья.

## Рода
- Atractoceros
- Brachodes
- Callatolmis
- Euthorybeta
- Gora
- Hoplophractis
- Jonaca
- Miscera
- Nigilgia
- Palamernis
- Phycodes
- Polyphlebia
- Procerata
- Pseudocossus
- Sagalassa
- Sisyroctenis
- Synechodes
- Tegna